# ناتالی سوروکین
ناتالی سوروکین (۱۹۲۶ - ۱۹۶۷) یک کوشنده و نویسنده فرانسوی بود.
ناتالی سوروکین در دبیرستان شاگرد سیمون دو بووار بود و دوبوار او را قانع کرد که با او وارد یک رابطه عشقی شود. بعد از مدتی بووار او را وارد رابطه سه نفری با سارتر کرد و سوروکین بعداً گفت که در این رابطه سه نفره از او سوءاستفاده شده‌است. مادر سوروکین که از این روابط خبر نداشت و دوست داشت او با خواستگاری که خانواده برای او در نظر گرفته بود ازدواج کند، بعد از اینکه متوجه شد بووار او را فریفته از او شکایت کرد و درنتیجه این شکایت و شکایت والدین چند دختر دیگر، در سال ۱۹۴۳ پروانۀ تدریس بووار برای همیشه در فرانسه لغو شد. بووار بعدا تلاش کرد با پیش بردن یک تلاش حقوقی برای رسمیت دادن به حق افراد زیر ۱۸ سال برای داشتن رابطه با افراد مسن تر، این رابطه را قانونی کند و از اتهام ارتباط با افراد زیر ۱۸ سال رها شود.
ناتالی به استخدام رادیو درآمد. پس از مدتی ازدواج کرد و سرانجام در سال ۱۹۶۷ در ۴۱ سالگی در ایالات متحده آمریکا درگذشت.